# 樊尚·科莱
樊尚·科莱（法語：Vincent Collet，1963年6月6日—），法国前男子篮球运动员。他曾带领法国国家队参加2020年夏季奥林匹克运动会，结果队伍获得一枚银牌。